# 鸡泽站
鸡泽站，位于中华人民共和国河北省邯郸市鸡泽县吴官营乡程官营村，是邯黄铁路、邢和铁路上的火车站，建于2013年，目前只办理货运业务，预留客运业务发展空间，北京局集团管辖。

## 歷史
- 建于2013年。

## 外部連結
- 中国铁路客户服务中心（页面存档备份，存于）